# Traslación de beneficios
Traslación es el acto por el cual se desplaza una cosa o persona de un lugar a otro, y beneficio era como denominaban los romanos a la porción de tierras que repartían a los guerreros en remuneración por sus servicios; en derecho canónico la palabra beneficio denota el derecho de percibir los productos de los bienes que están constantemente concedidos a cada iglesia y a cada uno de sus ministros, creado este derecho por la autoridad de la iglesia y se dispensó a los clérigos por razón de su oficio para que con él pudiesen satisfacer las necesidades de su existencia.

## Traslación de Beneficios
Se distinguían dos clases de traslación de beneficios que eran los siguientes:
- Traslaciones temporales.- No ocasionaban habitualmente ninguna alteración en el título de los beneficios, y eran más bien una traslación del servicio del beneficio que del beneficio mismo, como si una iglesia parroquial bien por el desmoronamiento del edificio o por la parvedad de habitantes, se mudaban a una iglesia vecina o a un auxilio de parroquia de la misma.
- Traslaciones perpetuas.- No ocurría lo mismo con las traslaciones perpetuas, que se hacían por la abolición del título de la iglesia que se deseaba prescindir, y por la nueva elevación de este mismo título en otra que se pretendía habitar, y estas cambiaban el estado del beneficio trasladado, y le hacían malograr sus privilegios: Translata ecclesia omnia jura ad eam pertimentia transeunt in ecclesiam ad quam facta esta translatio.

### Obispados
Las causas de la traslación de los obispados eran las siguientes:
- La angostura del lugar
- Su estado asolado
- El reducido número de clero secular y clero regular
- La poca población
- La traslación de los obispados se hacía por la potestad del Papa

### Abadías
Para la traslación de abadías y otros beneficios eran las siguientes causas, que se debía formar la sumaria de commodo et incomodo:
- La contigüidad con herejes que imposibilitaban el servicio divino
- La nocividad del lugar
- Los impedimentos del camino para llegar a él
- Los ladrones cuando no se les pudiese expeler o rechazar
- El mayor bien del beneficio
- El común provecho de la iglesia

### Concilio de Maguncia (847)
En el Concilio de Maguncia y algunas capitulares de los reyes de Francia conminaban lo siguiente:
- A los obispos que visitaran los monasterios
- Que examinaran estos mismo obispos si estaban en un lugar y estado idóneo
- Un decreto del papa Bonifacio proscribía la traslación de un monasterio sin el dictamen y aquiescencia del obispo